# Gonyosoma jansenii
Gonyosoma jansenii es una especie de serpientes de la familia Colubridae.

## Distribución geográfica
Es endémica de la isla de Célebes (Indonesia).